# Gadarico el Grande
Gadarico, Gadarich o Gadaric (en latín: Gadarichus; en gótico: Gadareiks), llamado el Grande fue un legendario rey de los godos que se dice vivió alrededor del siglo II. Aparece dos veces en la obra Getica, del escritor bizantino del siglo VI Jordanes.
Gadarico perteneció a la cuarta generación de reyes góticos continentales tras la migración encabezada por Berig, en gobernar Gothiscandza. Tuvo un hijo y sucesor, Filimer, que llevó a los godos al sur, hacia Oium, en Escitia. La historicidad de Getica, el origo gentis de los godos, a la que pertenece esta narrativa, es sin embargo, muy controvertida.
Para Herwig Wolfram, estaba relacionado con Berig y su epíteto podría indicar la existencia de otro Gadarico en su linaje.